# Johann Philipp Deisler
Johann Philipp Deisler (* 23. August 1634 in Schweinfurt; † 1. März 1665 in Suhl) war ein deutscher Mediziner und Arzt in Suhl.

## Leben
Johann Philipp Deisler studierte an der Universität in Altdorf bei Nürnberg Medizin. 1660 wurde er in  Altdorf promoviert. Anschließend wirkte er bis an sein Lebensende als praktischer Arzt in Suhl.
Am 5. September 1661 wurde Johann Philipp Deisler als Mitglied (Matrikel-Nr. 23) in die Academia Naturae Curiosorum, die heutige Deutsche Akademie der Naturforscher Leopoldina, aufgenommen.

## Schriften
Disputatio Medica De Colica. Altdorf 1660 (Digitalisat)